# Homonoea longimana
Homonoea longimana là một loài bọ cánh cứng trong họ Cerambycidae.